# لوران شارل فيرو
لوران شارل فيرو (بالفرنسية: Laurent-Charles Féraud)‏، وُلِد في 5 فبراير 1829م في نيس (فرنسا) وتُوُفي في 19 ديسمبر 1888م في طنجة، واحدٌ مِن أعلام مَدرسة الاستشراق الاستعماريّة الفرنسية. كان رجُلاً سياسيًا ودبلوماسيًا متمكنا. قدم إلى الجزائر في عُمر 16 عامًا خلال فترة الاستعمار لينضم إلى هيئة المُترجِمين العسكريين في 1851م. في 1861م، أصبح ترجمانًا رئيسيًا لدوائر الشُرطة في مدينة الجزائر.
بعد 4 سنوات، انضم إلى خواص الجنرال ماكماهون، الحاكم العسكري لقضاء قسنطينة، حيث بقي حتى عام 1862م. عُين ترجمانًا رسميًا للحكومة الفرنسية في الجزائر بسبب إتقانه للغة العربية. كان فيرو يتمتع بثقافة كبيرة، بالإضافة إلى شغفه بالبحث والتنقيب والمطالعة. في 1 نوفمبر 1863م، دخل السلك الدبلوماسي حيث تم تعيينه قنصلاً لفرنسا في طرابلس، ثم رُقي إلى درجة قنصل عام بين 1870 و1878م، حيث نُقل إلى طنجة بدرجة وزير مُفوّض وتوفي بها.